# Nina Botxarova
Nina Antónovna Botxarova (ucraïnès: Ніна Антонівна Бочарова; Suprunovka, Unió Soviètica, 24 de setembre de 1924 – Roma, Itàlia, 31 d'agost de 2020), fou una gimnasta artística soviètica que destacà als Jocs Olímpics d'Estiu de 1952, on l'URSS enviava per primer cop una delegació.

## Biografia
Va néixer a la ciutat de Suprunovka, població de la província de Poltava, situada en aquells moments a la República Socialista Soviètica d'Ucraïna (Unió Soviètica) i que avui dia forma part d'Ucraïna.
El 1944 es va traslladar a Kíiv i va ingressar a l'Institut d'Educació Física, on es va graduar al 1948 amb el títol de formadora-mestra.

## Carrera esportiva
Va participar, als 27 anys, en els Jocs Olímpics d'Estiu de 1952 realitzats a Hèlsinki (Finlàndia), on va guanyar quatre medalles olímpiques: la medalla d'or en la prova femenina per equips i en la prova de barra d'equilibris, i la medalla de plata en la prova individual i en la prova per equips d'aparells. Així mateix finalitzà quarta en la prova de barres asimètriques, sisena en la prova de salt sobre cavall i desena en la prova d'exercici de terra.
Al llarg de la seva carrera guanyà una medalla d'or en el Campionat del Món de gimnàstica artística.
Nina Botxarova també va ser la primera portadora de la flama olímpica l'any 2004 quan va entrar a Ucraïna.
En deixar l'esport de competició, va ser entrenadora a Moscou i Kíiv, i es va retirar el 1979.
Va rebre diferents guardons estatals i el 2012 l'Orde del Comitè Olímpic d'Ucraïna.